# 64. vestlige længdekreds
Den 64. vestlige længdekreds (eller 64 grader vestlig længde) er en længdekreds, der ligger 64 grader vest for nulmeridianen. Den løber gennem Ishavet, Nordamerika, Atlanterhavet, Caribien, Sydamerika, det Sydlige Ishav og Antarktis.